# Conill del Penedès
El conill del Penedès és una raça extinta de conill domèstic propi de l'àrea del Penedès.
Es calcula que s'extingí cap al tomb de segle entre el xix i el xx. Podria ser que hagués estat arraconat i substituït per altres races híbrides foranes millorades o que s'haguessin hibridat i diluït en aquestes mateixes races.